# Хёугер (станция метро)
Хёугер (норв. Hauger) — станция метрополитена Осло, которая открылась  12 октября 2014 в составе участка Авлёс — Колсос.
Находится между станциями Колсос, до которой 0,7 км, и Гьеттум, до которой 1 км. Расположена в 16,5 км от станции Stortinget.
1 июля 2006 года была закрыта на ремонт, чтобы подвести линию метро. 12 октября 2014 года открыта в составе второй линии.